# Applied Geography
Applied Geography ist eine Peer-Review-Fachzeitschrift, die sich Forschung widmet, die geografische Ansätze im Bereich der Human- und physischen Geografie sowie der Geografischen Informationswissenschaften verwendet.

## Impact Factor
Der Impact Factor lag im Jahr 2015 bei 2.494 und ist laut SCI Imago Journal Ranking eine der führenden Zeitschriften in verschiedenen Bereichen (z. B. der Geografie, Planung und Entwicklung).